# みんなよっといで
『みんなよっといで』は、1971年10月1日から1973年9月28日までフジテレビで放送されていたフジテレビ・エンタープライズ製作の子供向け番組である。

## 概要
一枚の静止画を映し、それに台詞や音楽などを入れた紙芝居方式のスチールアニメを放送していた。
制作の背景には、1971年に起きたドル・ショックによる製作費の高騰があり、当時の15分のアニメーションでは約3千枚のセル画を必要としていたが、本作では15分間に120枚のイラストを回転させるなどの効果で製作費を従来の作品より安値で抑えるという狙いがあった。

## 放送時間
いずれも日本標準時。

### 本放送
- 月曜 - 金曜 7:00 - 7:15 （1971年10月1日 - 1972年3月31日）[2]
- 月曜 - 土曜 7:00 - 7:15 （1972年4月1日 - 1973年3月31日）[3]
- 月曜 - 金曜 7:00 - 7:15 （1973年4月2日 - 1973年9月28日）[2]

### 再放送
- 月曜 - 金曜 7:00 - 7:15 （1973年10月1日 - 1975年3月28日）[5]

## 放送作品一覧
放送作品は全てアクション時代劇。『小天狗はやて丸』以外の3作品は、本番組以前にも映画や人形劇などで映像化されたことがある。
| タイトル       | 放送期間                     | 原作       | 備考              |
| -------------- | ---------------------------- | ---------- | ----------------- |
| 天馬天平       | 1971年10月1日 - 1972年4月4日 | 堀江卓     |                   |
| 伊賀の影丸     | 1972年4月5日 - 10月3日       | 横山光輝   | 月曜 - 土曜に放送 |
| 小天狗はやて丸 | 1972年10月4日 - 1973年4月3日 | （なし）   | 月曜 - 土曜に放送 |
| 真田十勇士     | 1973年4月4日 - 9月28日       | 柴田錬三郎 |                   |

1973年10月1日からの再放送ではまず『伊賀の影丸』の再放送が行われたが、その後の作品ローテーションについては不明。

## 主題歌

### 天馬天平
オープニングテーマ「天馬天平のうた」
作詞 - 丘灯至夫 / 作曲 - 和田香苗 / 唄 - 玉丸美雪、コロムビアゆりかご会
「白馬のシロー」
作詞 - 丘灯至夫 / 作曲 - 和田香苗 / 唄 - 井上裕子、コロムビアゆりかご会
「小鈴のうた」
作詞 - 丘灯至夫 / 作曲 - 和田香苗 / 唄 - 堀江美都子

### 伊賀の影丸
オープニングテーマ「伊賀の影丸」
作詞 - 山崎清 / 作曲 - 葉山晃 / 唄 - コスモ合唱団
エンディングテーマ「影丸子守歌」
作詞 - 山崎清 / 作曲 - 葉山晃 / 唄 - 五十嵐洋子

### 小天狗はやて丸
オープニングテーマ「小天狗はやて丸」
作詞 - 山崎清 / 作曲 - まゆ としの / 唄 - いしざきひろし、たかの羽児童合唱団
エンディングテーマ「杏之介ひとり」
作詞 - 山崎清 / 作曲 - まゆ としの / 唄 - 堀日出記

### 真田十勇士
オープニングテーマ「真田十勇士」
作詞 - 山崎清 / 作曲 - 愛場俊彦 / 唄 - キャニオン児童合唱団
エンディングテーマ「ドッチラケ道中」
作詞 - 山崎清 / 作曲 - 愛場俊彦 / 唄 - 林家こん平